# Sirnach
Sirnach é uma comuna da Suíça, no Cantão Turgóvia, com cerca de 6.550 habitantes. Estende-se por uma área de 12,42 km², de densidade populacional de 527 hab/km². Confina com as seguintes comunas: Eschlikon, Fischingen, Kirchberg (SG), Münchwilen, Wil (SG), Wilen. 
A língua oficial nesta comuna é o Alemão.